# Tegnùe di Chioggia
Tegnùe di Chioggia este o arie protejată (arie specială de conservare — SAC, sit de importanță comunitară — SCI) din Italia întinsă pe o suprafață de 2.655 ha, integral marine.

## Localizare
Centrul sitului Tegnùe di Chioggia este situat la coordonatele 45°12′09″N 12°24′36″E / 45.2025°N 12.41°E.

## Înființare
Situl Tegnùe di Chioggia a fost declarat sit de importanță comunitară în octombrie 2010 pentru a proteja 2 specii de animale. Situl a fost protejat și ca arie specială de conservare în iulie 2018.

## Biodiversitate
Situată în ecoregiunea continentală, aria protejată conține 2 habitate naturale: Recifuri, Structuri submarine provocate de scurgeri de gaze.
La baza desemnării sitului se află mai multe specii protejate:
- mamifere (1): delfin mare (Tursiops truncatus)
- reptile (1): Caretta caretta

Pe lângă speciile protejate, pe teritoriul sitului au mai fost identificate 15 specii de nevertebrate, 12 specii de pești.